# 동해상업고등학교
동해상업고등학교(東海商業高等學校)는 대한민국 강원특별자치도 동해시 발한동에 있는 공립 고등학교이다.

## 학교 연혁
- 1969년 11월 22일 : 묵호여자상업고등학교 설립 인가(3학급)
- 1970년 3월 7일 : 제1회 입학식(상업과 1학급 60명)
- 1970년 5월 25일 : 개교식
- 1971년 1월 14일 : 묵호여자종합고등학교로 교명 및 학칙 변경
- 1986년 10월 15일 : 묵호상업고등학교로 교명 및 학칙 변경
- 1989년 12월 1일 : 동해상업고등학교로 교명 변경
- 2006년 10월 4일 : 특성화 고등학교로 지정(정보처리과에서 광고디자인과로 개편)
- 2010년 7월 26일 : 인터넷비즈니스과에서 금융회계과로 학과 개편
- 2018년 3월 1일 : 부사관경영과 학과 신설
- 2022년 9월 1일 : 제22대 조중락 교장 취임
- 2025년 1월 7일 : 제53회 졸업식(25명) 총 졸업생 10,245명
- 2025년 3월 4일 : 2025학년도 입학식(72명 입학)

## 설치 학과
- 광고디자인과
- 부사관경영과
- 금융회계과

## 참고 자료
- 동해상업고등학교 - 한국교육학술정보원 학교알리미